# Účet Microsoft
Účet Microsoft (anglicky Microsoft account, také MSA, dříve Microsoft Passport, .NET Passport nebo Windows Live ID) je uživatelský účet společnosti Microsoft určený na přístup k některým službám Microsoft (jako je Outlook.com, Office 365, OneDrive apod.).

## Vlastnosti
Účet Microsoft umožňuje kromě registrace nové emailové adresy Microsoftu na doménách jako @hotmail.com nebo @outlook.cz apod. použít také vlastní platnou emailovou adresu. Registrovaná adresa potom slouží k přihlašováním k jednotlivým službám Microsoftu jako je Bing, Xbox Live atd. S účtem je spojena i služba Profile, kde si uživatel může nadefinovat vlastní profil a vyplnit informace, které se pak veřejně zobrazují při najetí na informace o jeho účtu.